# Veun Sai
Veun Sai är ett distrikt i Kambodja.   Det ligger i provinsen Ratanakiri, i den nordöstra delen av landet, 300 km nordost om huvudstaden Phnom Penh.